# Khaled Mobayed
Khaled Mobayed (tiếng Ả Rập: خالد المبيض ) (sinh ngày 6 tháng 3 năm 1993 ở Syria) là một cầu thủ bóng đá Syria hiện tại thi đấu cho Al-Wahda ở Giải bóng đá ngoại hạng Syria.

## Sự nghiệp quốc tế
Khaled Mobayed có 6 lần thi đấu cho Đội tuyển bóng đá quốc gia Syria năm 2012. Anh cũng thi đấu trong trận giao hữu với Iraq năm 2016.

## Bàn thắng quốc tế
Bàn thắng và kết quả của Syria được để trước:
| # | Thời gian            | Địa điểm                 | Đối thủ     | Bàn thắng | Kết quả | Giải đấu                 |
| - | -------------------- | ------------------------ | ----------- | --------- | ------- | ------------------------ |
| 1 | 9 tháng 11 năm 2016  | Seremban, Malaysia       | Singapore   | 2–0       | 2–0     | Giao hữu                 |
| 2 | 20 tháng 11 năm 2018 | Thành phố Kuwait, Kuwait | Kuwait      | 2–1       | 2–1     | Giao hữu                 |
| 3 | 11 tháng 8 năm 2019  | Karbala, Iraq            | Palestine   | 1–0       | 3–4     | WAFF Cup 2019            |
| 4 | 5 tháng 9 năm 2019   | Bacolod, Philippines     | Philippines | 2–1       | 5–2     | Vòng loại World Cup 2022 |

## Danh hiệu

### Câu lạc bộ
- Al Quwa Al Jawiya
  - Cúp AFC
    - 2017 Vô địch